# Индонезийская рупия
Индонези́йская ру́пия (индон. rupiah) — денежная единица Индонезии. Код в стандарте ISO 4217 — IDR, цифровой — 360. Официальный символ — Rp. Разменная единица — сен (индон. sen), одна сотая рупии. Сен не выпускался с 1960-х годов и де-факто вышел из наличного обращения из-за инфляции рупии, однако сохраняется в безналичных финансовых расчётах.

## История
Первая рупия была введена в 1945, хотя в течение индонезийской войны за Независимость (1945—1949), рупия обращалась параллельно с нидерландским гульденом и рупией, выпущенной Японским оккупационным правительством в 1944—1945 годах. К концу 1949, рупия вытеснила эти валюты.
Острова Риау и индонезийская половина Новой Гвинеи имели собственные варианты рупии, но они были включены в национальную рупию в 1964 и 1971 соответственно.
Большая инфляция вынудила Индонезию провести деноминацию национальной валюты. 13 декабря 1965 была выпущена новая рупия, которую меняли по курсу 1000 старых к одной новой рупии.
Азиатский финансовый кризис 1997—1998 резко обрушил курс рупии на 35 % и был главным фактором в свержении правительства президента Сухарто. Курс рупии был в пределах 2000-3000 за 1 доллар США, но упал до 16 800 рупий за доллар к июню 1998.

## Монеты
Выпуск разменных монет в сенах прекращён в 1961 году, из обращения сены изъяты 31 декабря 1966 года. Монеты номиналами менее 100 рупий с 2003 года не чеканятся.

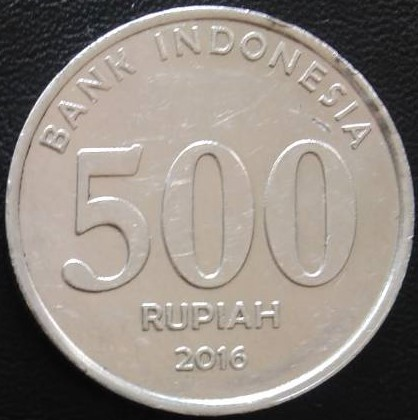
Алюминиевая монета в пятьсот индонезийских рупий (Rp500)

В настоящее время в обращении используются три серии монет, выпускавшиеся в 1991—2016 годах, номиналами от 50 до 1000 рупий, преимущественно из алюминия или алюминиевой бронзы. Формально законным платёжным средством являются монеты в 1 рупию 1970 года и 50 рупий 1999 года. Монеты номиналами в 1000 рупий представлены тремя вариантами: биметаллическая монета (латунь и медно-никелевый сплав) 1993—2000 годов и два варианта монет из стали с никелевым покрытием (2010 и 2016 годы).

## Банкноты
Банкноты из полимера выпускались лишь в двух случаях. В 1993 году были выпущены пять миллионов банкнот из полимера номиналом 50 000 рупий, чтобы ознаменовать «25 лет экономического развития». На них изображен Сухарто на лицевой стороне и аэропорт «Сукарно-Хатта» в Джакарте на задней части, с взлетающим самолётом, символизирующим развитие Индонезии. В 1999 были выпущены 100 000 банкноты из полимера, так как Банк Индонезии счёл, что их будет сложнее подделать и они будут меньше изнашиваться. Однако банкноты не так часто использовались в банках, поскольку у счётных машин возникали проблемы с ними. В 2004 году вернулись к выпуску бумажных банкнот.
В обороте находятся банкноты 2004—2005 гг. выпуска, постепенно заменяющие выпуск 1998—2001 гг. Банкноты, выпущенные до 1997 года, недействительны, но могут быть обменены в Банке Индонезии.
В обороте находятся банкноты номиналом 1000, 2000, 5000, 10 000, 20 000, 50 000 и 100 000 рупий. Также имеются банкноты аналогичного и меньшего номинала предыдущих годов выпуска, являющиеся платёжным средством, но встречающиеся довольно редко.

### Серия 2000 года
| Серия 2000 года                                 | Серия 2000 года   | Серия 2000 года | Серия 2000 года | Серия 2000 года    | Серия 2000 года                   | Серия 2000 года                                    | Серия 2000 года     |
| Изображение                                     | Изображение       | Номинал (рупий) | Размеры (мм)    | Основные цвета     | Описание                          | Описание                                           | Годы выпуска        |
| Лицевая сторона                                 | Оборотная сторона | Номинал (рупий) | Размеры (мм)    | Основные цвета     | Лицевая сторона                   | Оборотная сторона                                  | Годы выпуска        |
| ----------------------------------------------- | ----------------- | --------------- | --------------- | ------------------ | --------------------------------- | -------------------------------------------------- | ------------------- |
|                                                 |                   | 1000            | 141×65          | бирюзовый          | портрет капитана Паттимуры        | вулкан на острове Тидоре, лодка с рыбаком          | 2000—2009 2011—2013 |
|                                                 |                   | 2000            | 141×65          | коричневый серый   | портрет принца Антасари           | танцующие даяки                                    | с 2009              |
|                                                 |                   | 5000            | 143×65          | коричневый зелёный | портрет Туанку Имама Банджоля     | ткачиха в национальной одежде                      | с 2000              |
|                                                 |                   | 10 000          | 145×65          | фиолетовый розовый | портрет султана Бадаруддина II    | традиционный дом в Палембанге                      | 2000—2009 2010—2015 |
|                                                 |                   | 20 000          | 147×65          | зелёный            | портрет Ото Искандара ди Ната     | сбор чая на плантации                              | с 2004              |
|                                                 |                   | 50 000          | 149×65          | синий              | портрет И Густи Нгурах Райа       | озеро Бератан на о. Бали                           | c 2005              |
|                                                 |                   | 100 000         | 151×65          | красный            | портрет Сукарно и Мохаммада Хатты | здание Совета народных представителей (парламента) | с 2004              |
| Масштаб изображений — 1,0 пикселя на миллиметр. |                   |                 |                 |                    |                                   |                                                    |                     |

### Серия 2016 года
| Серия 2016 года                                 | Серия 2016 года   | Серия 2016 года | Серия 2016 года | Серия 2016 года      | Серия 2016 года                   | Серия 2016 года                                           | Серия 2016 года |
| Изображение                                     | Изображение       | Номинал (рупий) | Размеры (мм)    | Основные цвета       | Описание                          | Описание                                                  | Годы выпуска    |
| Лицевая сторона                                 | Оборотная сторона | Номинал (рупий) | Размеры (мм)    | Основные цвета       | Лицевая сторона                   | Оборотная сторона                                         | Годы выпуска    |
| ----------------------------------------------- | ----------------- | --------------- | --------------- | -------------------- | --------------------------------- | --------------------------------------------------------- | --------------- |
|                                                 |                   | 1000            | 141×65          | жёлтый серый         | Кут Няк Меутия                    | Танцор Тифа и крепость Банданейра                         | с 2016          |
|                                                 |                   | 2000            | 141×65          | серый                | Мохаммад Хусни Тамрин             | Танцор Tari Piring и каньон Сианок                        | с 2016          |
|                                                 |                   | 5000            | 143×65          | оранжевый коричневый | портрет Идхама Халида             | Танец Gambyong и изображение вулкана Бромо                | с 2016          |
|                                                 |                   | 10 000          | 145×65          | фиолетовый серый     | портрет Франса Каисиепо           | Танец Pakarena и изображение национального парка Вакатоби | 2016 2017       |
|                                                 |                   | 20 000          | 147×65          | зелёный серый        | портрет Сэма Ратуланги            | Танец Gong и изображение острова Дераван                  | 2016 2017       |
|                                                 |                   | 50 000          | 149×65          | голубой синий        | портрет Джуанды Картавиджайя      | Танцор Legong и изображение Национального парка Комодо    | 2016 2017 2020  |
|                                                 |                   | 100 000         | 151×65          | розовый красный      | портрет Сукарно и Мохаммада Хатты | Танцор Tari Piring и острова Раджа-Ампат                  | с 2016          |
| Масштаб изображений — 1,0 пикселя на миллиметр. |                   |                 |                 |                      |                                   |                                                           |                 |

### Памятные банкноты
| Памятные банкноты Индонезии | Памятные банкноты Индонезии | Памятные банкноты Индонезии | Памятные банкноты Индонезии | Памятные банкноты Индонезии | Памятные банкноты Индонезии | Памятные банкноты Индонезии                                     | Памятные банкноты Индонезии |
| Изображение                 | Изображение                 | Номинал (рупий)             | Размеры (мм)                | Основные цвета              | Описание | Описание                                                        | Годы выпуска                |
| Лицевая сторона             | Оборотная сторона           | Номинал (рупий)             | Размеры (мм)                | Основные цвета              | Лицевая сторона | Оборотная сторона                                               | Годы выпуска                |
| --------------------------- | --------------------------- | --------------------------- | --------------------------- | --------------------------- | --- | --------------------------------------------------------------- | --------------------------- |
|                             |                             | 75 000                      | 150×65                      | бежевый красный             | Сукарно и Мохаммад Хатта на фоне церемонии поднятия флага во время провозглашения независимости, метро Джакарты, и арочного моста | Дети в национальных костюмах, спутник Телком-4, карта Индонезии | 2020                        |